# اوپل رکورد

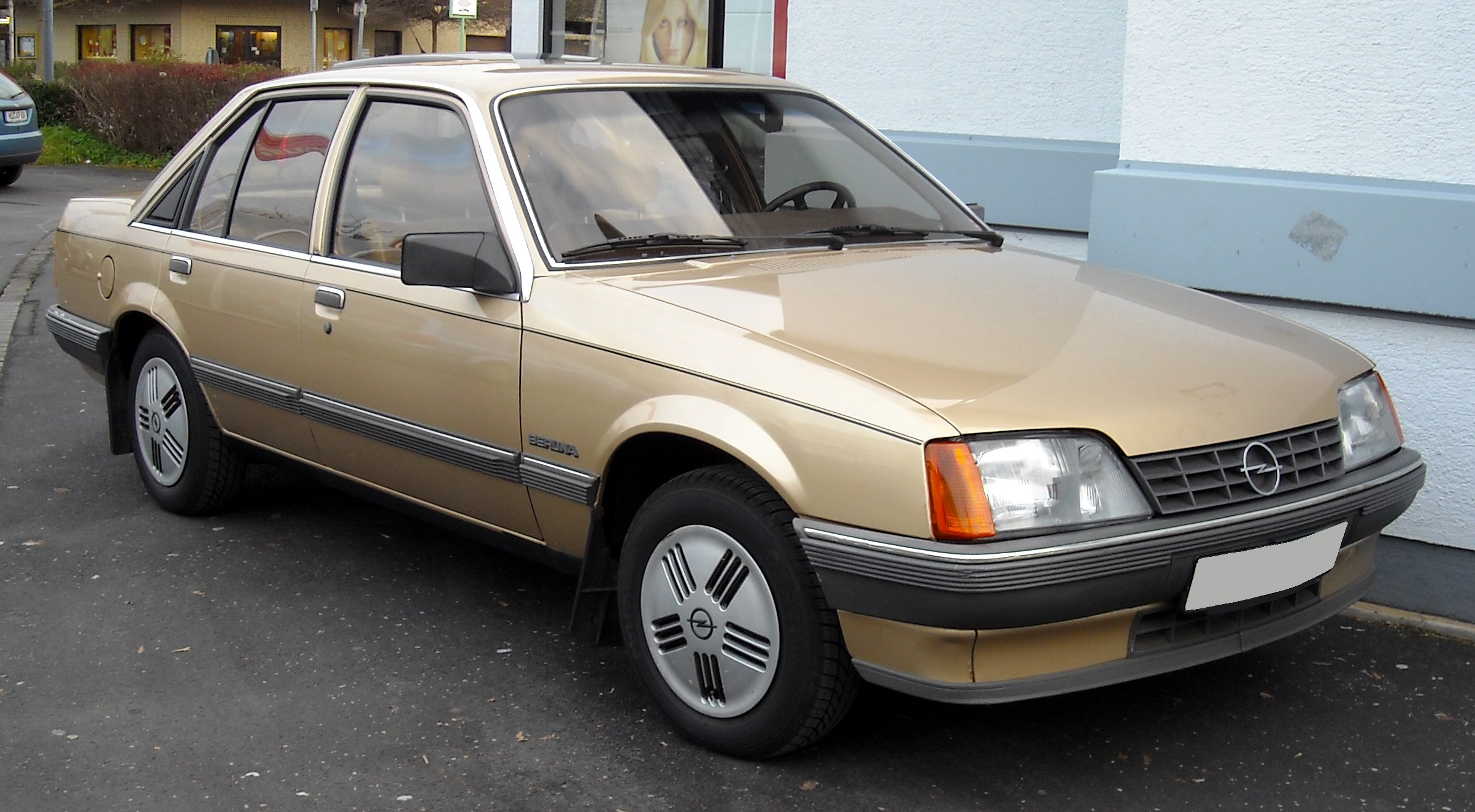

اوپل رکورد (Opel Rekord) خودرویی است که در سال‌های ۱۹۵۳ تا ۱۹۸۶تولید شده‌است. 

## نگارخانه

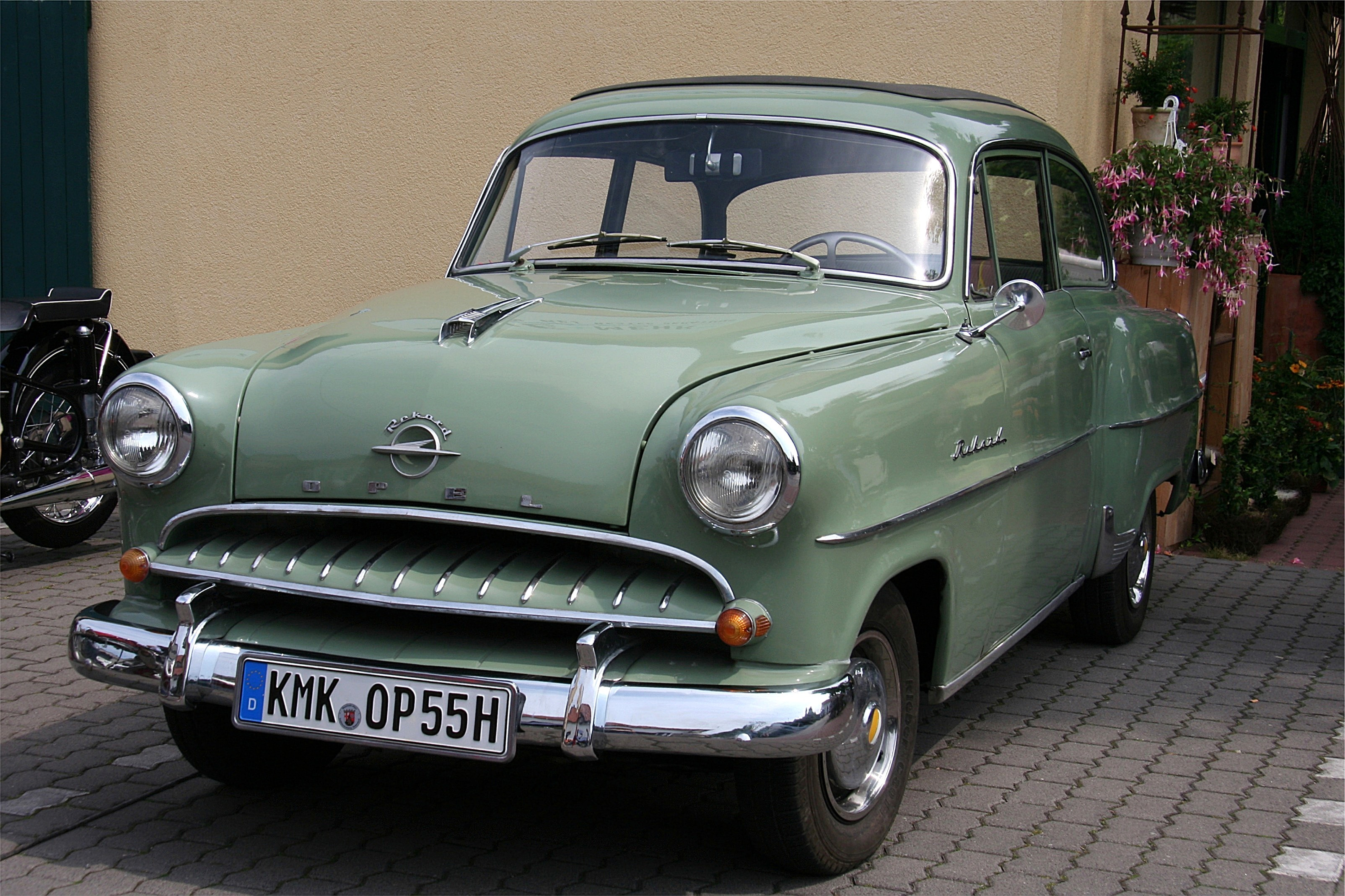
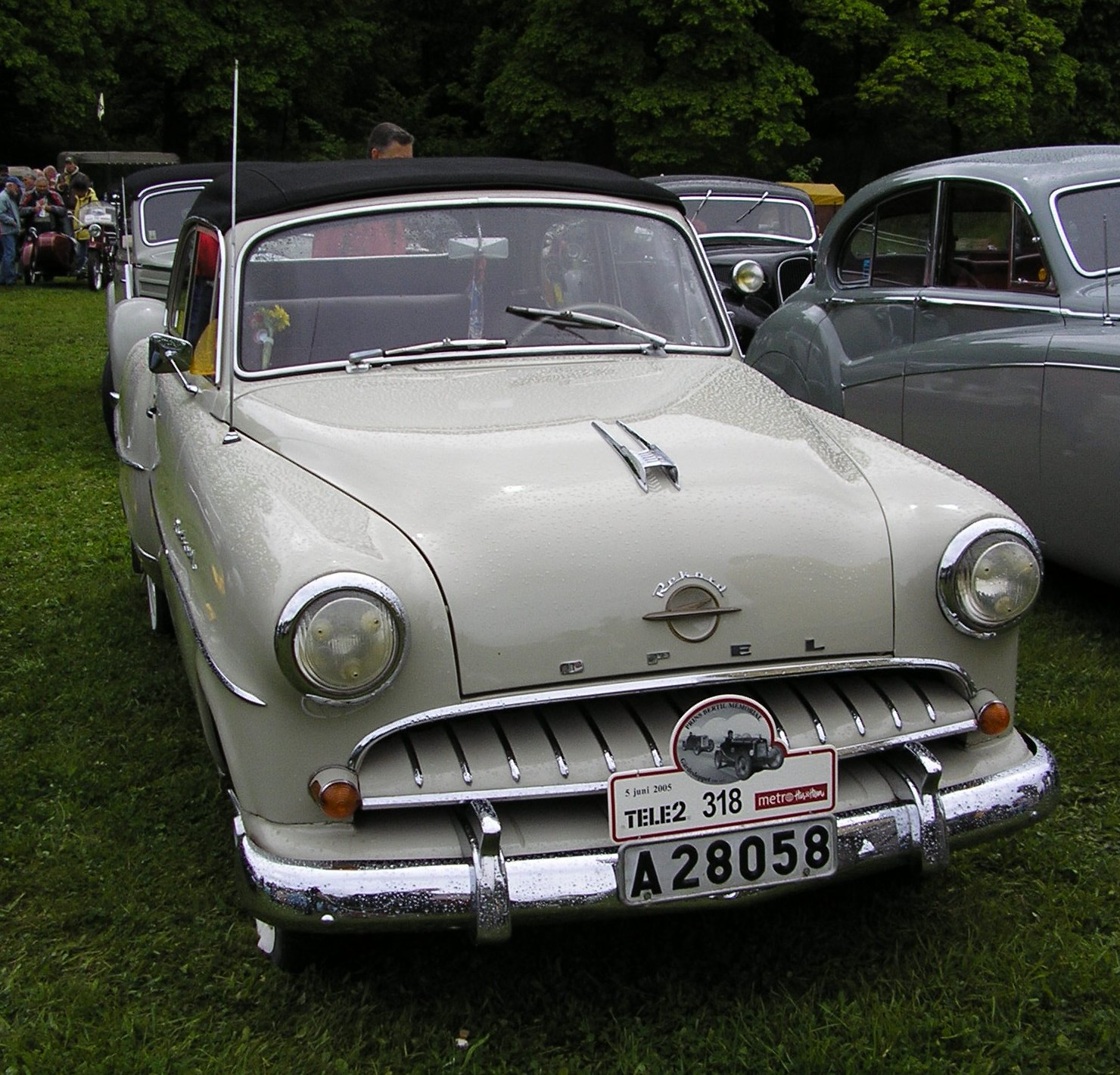